# Littlemoss
Littlemoss är en by i distriktet Tameside, i grevskapet Greater Manchester, i England. Byn är belägen 8 km från Manchester. Little Moss var en civil parish 1894–1954 när den blev en del av Ashton under Lyne, Failsworth och Droylsden. Civil parish hade 1 623 invånare år 1951.